# Кашкара (Пермский край)
Кашкара — деревня в Осинском городском округе Пермского края России.

## Географическое положение
Деревня расположена в левобережной части Осинского городского округа на расстоянии примерно 20 километров по прямой на юго-запад от города Оса.

## История
Известна с 1888 года. С 2006 по 2019 год входила в состав Новозалесновского сельского поселения Осинского района. После упразднения обоих муниципальных образований стала рядовым населенным пунктом Осинского городского округа. 

## Климат
Климат умеренно - континентальный. Средняя температура в зимние месяцы –10ºC. Средняя температура в летние месяцы +20ºC. Однако в летнее время не исключены и заморозки.
Количество атмосферных осадков за год около 598 мм, из них большая часть приходится на тёплый период (июнь-июль).
Образование устойчивого снежного покрова происходит в начале ноября. Средняя продолжительность снежного покрова 160-170 дней. Средняя из наибольших декадных высот снежного покрова за зиму — 64 см. Таяние снега начинается в конце апреля .

## Население
Постоянное население составляло 108 человека (89% русские) в 2002 году, 64 человека в 2010 году. 